# 10e étape du Tour de France 2015
Pour un article plus général, voir Tour de France 2015.
La 10e étape du Tour de France 2015 s'est déroulée le mardi 14 juillet 2015 entre Tarbes et La Pierre Saint-Martin sur une distance de 167 kilomètres.

## Parcours
Après une journée de repos, cette dixième étape du Tour de France 2015, longue de 167 km, relie Tarbes, dans les Hautes-Pyrénées à  La Pierre Saint-Martin, station de sports d'hiver de la commune d'Arette, dans le département des Pyrénées-Atlantiques. Cette première étape pyrénéenne comporte trois côtes de quatrième catégorie : la côte de Bougarber (1,4 km de montée à 6,2 %), au kilomètre 66, la côte de Vielleségure (1,7 km de montée à 5,9 %), au kilomètre 90, côte de Montory (1,8 km de montée à 6,3 %), au kilomètre 134, ainsi que la montée du col du Soudet, classée « Hors-Catégorie » à l'arrivée. Le sprint intermédiaire a lieu à Trois-Villes, dans les Pyrénées-Atlantiques, au kilomètre 124.

## Résultats

### Classement de l'étape
| Classement de la 10e étape | Classement de la 10e étape | Classement de la 10e étape | Classement de la 10e étape | Classement de la 10e étape |
|                            | Coureur                    | Pays                       | Équipe                     | Temps                      |
| -------------------------- | -------------------------- | -------------------------- | -------------------------- | -------------------------- |
| 1er                        | Christopher Froome         | Royaume-Uni                | Sky                        | en 4 h 22 min 7 s          |
| 2e                         | Richie Porte               | Australie                  | Sky                        | + 59 s                     |
| 3e                         | Nairo Quintana             | Colombie                   | Movistar                   | + 1 min 4 s                |
| 4e                         | Robert Gesink              | Pays-Bas                   | Lotto NL-Jumbo             | + 1 min 33 s               |
| 5e                         | Alejandro Valverde         | Espagne                    | Movistar                   | + 2 min 1 s                |
| 6e                         | Geraint Thomas             | Royaume-Uni                | Sky                        | + 2 min 1 s                |
| 7e                         | Adam Yates                 | Royaume-Uni                | Orica-GreenEDGE            | + 2 min 4 s                |
| 8e                         | Pierre Rolland             | France                     | Europcar                   | + 2 min 4 s                |
| 9e                         | Tony Gallopin              | France                     | Lotto-Soudal               | + 2 min 22 s               |
| 10e                        | Tejay Van Garderen         | États-Unis                 | BMC Racing                 | + 2 min 30 s               |
| modifier                   |                            |                            |                            |                            |

### Points attribués
| Sprint intermédiaire Trois-Villes (km 124) | Sprint intermédiaire Trois-Villes (km 124) | Sprint intermédiaire Trois-Villes (km 124) | Sprint intermédiaire Trois-Villes (km 124) | Sprint intermédiaire Trois-Villes (km 124) |
| ------------------------------------------ | ------------------------------------------ | ------------------------------------------ | ------------------------------------------ | ------------------------------------------ |
|                                            | Coureur                                    | Pays                                       | Équipe                                     | Point(s)                                   |
| 1er                                        | Pierrick Fédrigo                           | France                                     | Bretagne-Séché Environnement               | 20                                         |
| 2e                                         | Kenneth Vanbilsen                          | Belgique                                   | Cofidis                                    | 17                                         |
| 3e                                         | André Greipel                              | Allemagne                                  | Lotto-Soudal                               | 15                                         |
| 4e                                         | Mark Cavendish                             | Royaume-Uni                                | Etixx-Quick Step                           | 13                                         |
| 5e                                         | John Degenkolb                             | Allemagne                                  | Giant-Alpecin                              | 11                                         |
| 6e                                         | Jens Debusschere                           | Belgique                                   | Lotto-Soudal                               | 10                                         |
| 7e                                         | Peter Sagan                                | Slovaquie                                  | Tinkoff-Saxo                               | 9                                          |
| 8e                                         | Mark Renshaw                               | Australie                                  | Etixx-Quick Step                           | 8                                          |
| 9e                                         | Geoffrey Soupe                             | France                                     | Cofidis                                    | 7                                          |
| 10e                                        | Bryan Coquard                              | France                                     | Europcar                                   | 6                                          |
| 11e                                        | Koen De Kort                               | Pays-Bas                                   | Giant-Alpecin                              | 5                                          |
| 12e                                        | Roy Curvers                                | Pays-Bas                                   | Giant-Alpecin                              | 4                                          |
| 13e                                        | Marcel Sieberg                             | Allemagne                                  | Lotto-Soudal                               | 3                                          |
| 14e                                        | Angélo Tulik                               | France                                     | Europcar                                   | 2                                          |
| 15e                                        | Arnaud Demare                              | France                                     | FDJ                                        | 1                                          |
| modifier                                   |                                            |                                            |                                            |                                            |

| Arrivée d'étape La Pierre Saint-Martin (km 167) | Arrivée d'étape La Pierre Saint-Martin (km 167) | Arrivée d'étape La Pierre Saint-Martin (km 167) | Arrivée d'étape La Pierre Saint-Martin (km 167) | Arrivée d'étape La Pierre Saint-Martin (km 167) |
| ----------------------------------------------- | ----------------------------------------------- | ----------------------------------------------- | ----------------------------------------------- | ----------------------------------------------- |
|                                                 | Coureur                                         | Pays                                            | Équipe                                          | Point(s)                                        |
| 1er                                             | Christopher Froome                              | Royaume-Uni                                     | Sky                                             | 30                                              |
| 2e                                              | Richie Porte                                    | Australie                                       | Sky                                             | 25                                              |
| 3e                                              | Nairo Quintana                                  | Colombie                                        | Movistar                                        | 22                                              |
| 4e                                              | Robert Gesink                                   | Pays-Bas                                        | Lotto NL-Jumbo                                  | 19                                              |
| 5e                                              | Alejandro Valverde                              | Espagne                                         | Movistar                                        | 17                                              |
| 6e                                              | Geraint Thomas                                  | Royaume-Uni                                     | Sky                                             | 15                                              |
| 7e                                              | Adam Yates                                      | Royaume-Uni                                     | Orica-GreenEDGE                                 | 13                                              |
| 8e                                              | Pierre Rolland                                  | France                                          | Europcar                                        | 11                                              |
| 9e                                              | Tony Gallopin                                   | France                                          | Lotto-Soudal                                    | 9                                               |
| 10e                                             | Tejay Van Garderen                              | États-Unis                                      | BMC Racing                                      | 7                                               |
| 11e                                             | Alberto Contador                                | Espagne                                         | Tinkoff-Saxo                                    | 6                                               |
| 12e                                             | Rafael Valls                                    | Espagne                                         | Lampre-Merida                                   | 5                                               |
| 13e                                             | Jakob Fuglsang                                  | Danemark                                        | Astana                                          | 4                                               |
| 14e                                             | Serge Pauwels                                   | Belgique                                        | MTN-Qhubeka                                     | 3                                               |
| 15e                                             | Warren Barguil                                  | France                                          | Giant-Alpecin                                   | 2                                               |
| modifier                                        |                                                 |                                                 |                                                 |                                                 |

| - Bonifications à l'arrivée \| \| Coureur \| Pays \| Équipe \| Secondes \| \| - \| ------------------ \| ----------- \| -------- \| -------- \| \| 1 \| Christopher Froome \| Royaume-Uni \| Sky \| 10 s \| \| 2 \| Richie Porte \| Australie \| Sky \| 6 s \| \| 3 \| Nairo Quintana \| Colombie \| Movistar \| 4 s \| |                    |             |          |          |
| | Coureur            | Pays        | Équipe   | Secondes |
| 1 | Christopher Froome | Royaume-Uni | Sky      | 10 s     |
| 2 | Richie Porte       | Australie   | Sky      | 6 s      |
| 3 | Nairo Quintana     | Colombie    | Movistar | 4 s      |

### Cols et côtes
| Côte de Bougarber (km 66) 4e catégorie | Côte de Bougarber (km 66) 4e catégorie | Côte de Bougarber (km 66) 4e catégorie | Côte de Bougarber (km 66) 4e catégorie | Côte de Bougarber (km 66) 4e catégorie |
| -------------------------------------- | -------------------------------------- | -------------------------------------- | -------------------------------------- | -------------------------------------- |
|                                        | Coureur                                | Pays                                   | Équipe                                 | Point(s)                               |
| 1er                                    | Kenneth Vanbilsen                      | Belgique                               | Cofidis                                | 1                                      |
| modifier                               |                                        |                                        |                                        |                                        |

| Côte de Vielleségure (km 90) 4e catégorie | Côte de Vielleségure (km 90) 4e catégorie | Côte de Vielleségure (km 90) 4e catégorie | Côte de Vielleségure (km 90) 4e catégorie | Côte de Vielleségure (km 90) 4e catégorie |
| ----------------------------------------- | ----------------------------------------- | ----------------------------------------- | ----------------------------------------- | ----------------------------------------- |
|                                           | Coureur                                   | Pays                                      | Équipe                                    | Point(s)                                  |
| 1er                                       | Kenneth Vanbilsen                         | Belgique                                  | Cofidis                                   | 1                                         |
| modifier                                  |                                           |                                           |                                           |                                           |

| Côte de Montory (km 134) 4e catégorie | Côte de Montory (km 134) 4e catégorie | Côte de Montory (km 134) 4e catégorie | Côte de Montory (km 134) 4e catégorie | Côte de Montory (km 134) 4e catégorie |
| ------------------------------------- | ------------------------------------- | ------------------------------------- | ------------------------------------- | ------------------------------------- |
|                                       | Coureur                               | Pays                                  | Équipe                                | Point(s)                              |
| 1er                                   | Kenneth Vanbilsen                     | Belgique                              | Cofidis                               | 1                                     |
| modifier                              |                                       |                                       |                                       |                                       |

| La Pierre Saint-Martin (km 167) Arrivée d'étape - Hors catégorie | La Pierre Saint-Martin (km 167) Arrivée d'étape - Hors catégorie | La Pierre Saint-Martin (km 167) Arrivée d'étape - Hors catégorie | La Pierre Saint-Martin (km 167) Arrivée d'étape - Hors catégorie | La Pierre Saint-Martin (km 167) Arrivée d'étape - Hors catégorie |
| ---------------------------------------------------------------- | ---------------------------------------------------------------- | ---------------------------------------------------------------- | ---------------------------------------------------------------- | ---------------------------------------------------------------- |
|                                                                  | Coureur                                                          | Pays                                                             | Équipe                                                           | Point(s)                                                         |
| 1er                                                              | Christopher Froome                                               | Royaume-Uni                                                      | Sky                                                              | 50                                                               |
| 2e                                                               | Richie Porte                                                     | Australie                                                        | Sky                                                              | 40                                                               |
| 3e                                                               | Nairo Quintana                                                   | Colombie                                                         | Movistar                                                         | 32                                                               |
| 4e                                                               | Robert Gesink                                                    | Pays-Bas                                                         | Lotto NL-Jumbo                                                   | 28                                                               |
| 5e                                                               | Alejandro Valverde                                               | Espagne                                                          | Movistar                                                         | 24                                                               |
| 6e                                                               | Geraint Thomas                                                   | Royaume-Uni                                                      | Sky                                                              | 20                                                               |
| 7e                                                               | Adam Yates                                                       | Royaume-Uni                                                      | Orica-GreenEDGE                                                  | 16                                                               |
| 8e                                                               | Pierre Rolland                                                   | France                                                           | Europcar                                                         | 12                                                               |
| 9e                                                               | Tony Gallopin                                                    | France                                                           | Lotto-Soudal                                                     | 8                                                                |
| 10e                                                              | Tejay Van Garderen                                               | États-Unis                                                       | BMC Racing                                                       | 4                                                                |
| modifier                                                         |                                                                  |                                                                  |                                                                  |                                                                  |

## Classements à l'issue de l'étape

### Classement général
| Classement général | Classement général | Classement général | Classement général | Classement général |
|                    | Coureur            | Pays               | Équipe             | Temps              |
| ------------------ | ------------------ | ------------------ | ------------------ | ------------------ |
| 1er                | Christopher Froome | Royaume-Uni        | Sky                | en 35 h 56 min 9 s |
| 2e                 | Tejay Van Garderen | États-Unis         | BMC Racing         | + 2 min 52 s       |
| 3e                 | Nairo Quintana     | Colombie           | Movistar           | + 3 min 9 s        |
| 4e                 | Alejandro Valverde | Espagne            | Movistar           | + 4 min 1 s        |
| 5e                 | Geraint Thomas     | Royaume-Uni        | Sky                | + 4 min 3 s        |
| 6e                 | Alberto Contador   | Espagne            | Tinkoff-Saxo       | + 4 min 4 s        |
| 7e                 | Tony Gallopin      | France             | Lotto-Soudal       | + 4 min 33 s       |
| 8e                 | Robert Gesink      | Pays-Bas           | Lotto NL-Jumbo     | + 4 min 35 s       |
| 9e                 | Warren Barguil     | France             | Giant-Alpecin      | + 6 min 12 s       |
| 10e                | Vincenzo Nibali    | Italie             | Astana             | + 6 min 57 s       |
| modifier           |                    |                    |                    |                    |

### Classement par points
| Classement par points | Classement par points | Classement par points | Classement par points | Classement par points |
| --------------------- | --------------------- | --------------------- | --------------------- | --------------------- |
|                       | Coureur               | Pays                  | Équipe                | Point(s)              |
| 1er                   | André Greipel         | Allemagne             | Lotto-Soudal          | 225 points            |
| 2e                    | Peter Sagan           | Slovaquie             | Tinkoff-Saxo          | 222 pts               |
| 3e                    | Mark Cavendish        | Royaume-Uni           | Etixx-Quick Step      | 172 pts               |
| 4e                    | John Degenkolb        | Allemagne             | Giant-Alpecin         | 169 pts               |
| 5e                    | Bryan Coquard         | France                | Europcar              | 108 pts               |
| 6e                    | Christopher Froome    | Royaume-Uni           | Sky                   | 81 pts                |
| 7e                    | Greg Van Avermaet     | Belgique              | BMC Racing            | 73 pts                |
| 8e                    | Tony Gallopin         | France                | Lotto-Soudal          | 70 pts                |
| 9e                    | Zdeněk Štybar         | Tchéquie              | Etixx-Quick Step      | 63 pts                |
| 10e                   | Alejandro Valverde    | Espagne               | Movistar              | 53 pts                |
| modifier              |                       |                       |                       |                       |

### Classement du meilleur grimpeur
| Classement du meilleur grimpeur | Classement du meilleur grimpeur | Classement du meilleur grimpeur | Classement du meilleur grimpeur | Classement du meilleur grimpeur |
| ------------------------------- | ------------------------------- | ------------------------------- | ------------------------------- | ------------------------------- |
|                                 | Coureur                         | Pays                            | Équipe                          | Point(s)                        |
| 1er                             | Christopher Froome              | Royaume-Uni                     | Sky                             | 51 points                       |
| 2e                              | Richie Porte                    | Australie                       | Sky                             | 40 pts                          |
| 3e                              | Nairo Quintana                  | Colombie                        | Movistar                        | 32 pts                          |
| 4e                              | Robert Gesink                   | Pays-Bas                        | Lotto NL-Jumbo                  | 28 pts                          |
| 5e                              | Alejandro Valverde              | Espagne                         | Movistar                        | 24 pts                          |
| 6e                              | Geraint Thomas                  | Royaume-Uni                     | Sky                             | 20 pts                          |
| 7e                              | Adam Yates                      | Royaume-Uni                     | Orica-GreenEDGE                 | 16 pts                          |
| 8e                              | Pierre Rolland                  | France                          | Europcar                        | 12 pts                          |
| 9e                              | Tony Gallopin                   | France                          | Lotto-Soudal                    | 8 pts                           |
| 10e                             | Daniel Teklehaimanot            | Érythrée                        | MTN-Qhubeka                     | 4 pts                           |
| modifier                        |                                 |                                 |                                 |                                 |

### Classement du meilleur jeune
| Classement général du meilleur jeune | Classement général du meilleur jeune | Classement général du meilleur jeune | Classement général du meilleur jeune | Classement général du meilleur jeune |
|                                      | Coureur                              | Pays                                 | Équipe                               | Temps                                |
| ------------------------------------ | ------------------------------------ | ------------------------------------ | ------------------------------------ | ------------------------------------ |
| 1er                                  | Nairo Quintana                       | Colombie                             | Movistar                             | en 35 h 59 min 18 s                  |
| 2e                                   | Warren Barguil                       | France                               | Giant-Alpecin                        | + 3 min 3 s                          |
| 3e                                   | Romain Bardet                        | France                               | AG2R La Mondiale                     | + 10 min 29 s                        |
| 4e                                   | Eduardo Sepúlveda                    | Argentine                            | Bretagne-Séché Environnement         | + 13 min 42 s                        |
| 5e                                   | Thibaut Pinot                        | France                               | FDJ                                  | + 15 min 9 s                         |
| modifier                             |                                      |                                      |                                      |                                      |

### Classement par équipes
| Classement par équipes | Classement par équipes | Classement par équipes | Classement par équipes |
|                        | Équipe                 | Pays                   | Temps                  |
| ---------------------- | ---------------------- | ---------------------- | ---------------------- |
| 1re                    | Sky                    | Royaume-Uni            | en 109 h 4 min 55 s    |
| 2e                     | BMC Racing             | États-Unis             | + 6 min 3 s            |
| 3e                     | Movistar               | Espagne                | + 6 min 19 s           |
| 4e                     | Tinkoff-Saxo           | Russie                 | + 12 min 14 s          |
| 5e                     | Astana                 | Kazakhstan             | + 16 min 17 s          |
| modifier               |                        |                        |                        |

## Abandons
- Ivan Basso (Tinkoff-Saxo) : non-partant[3]
- Lars Boom (Astana) : non-partant[4]